# اتریش ۱۳۶
سیارک ۱۳۶ (به انگلیسی: 136 Austria) صد و سی و ششمین سیارک کشف شده‌است که در ۱۸ مارس ۱۸۷۴ کشف شد.
قدر مطلق سیارک برابر ۹٫۶۹ است.